# Tom Erik Oxholm
Tom Erik Oxholm (n. 22 februarie 1959, Larvik, Vestfold, Norvegia) este un patinator de viteză ce a reprezentat Norvegia, medaliat olimpic. A participat la o ediție a Jocurilor Olimpice (1980) în care a câștigat două medalii de bronz.